# Batalla de Shanggao
La Batalla de Shanggao (chino simplificado: 上高会战; chino tradicional: 上高會戰; pinyin: Shànggāo Huìzhàn), también llamada Operación Kinkō (japonés: 錦江作戦), fue uno de los 22 principales enfrentamientos entre el Ejército Nacional Revolucionario y el Ejército Imperial Japonés durante la segunda guerra sino-japonesa.